# Meroplàncton

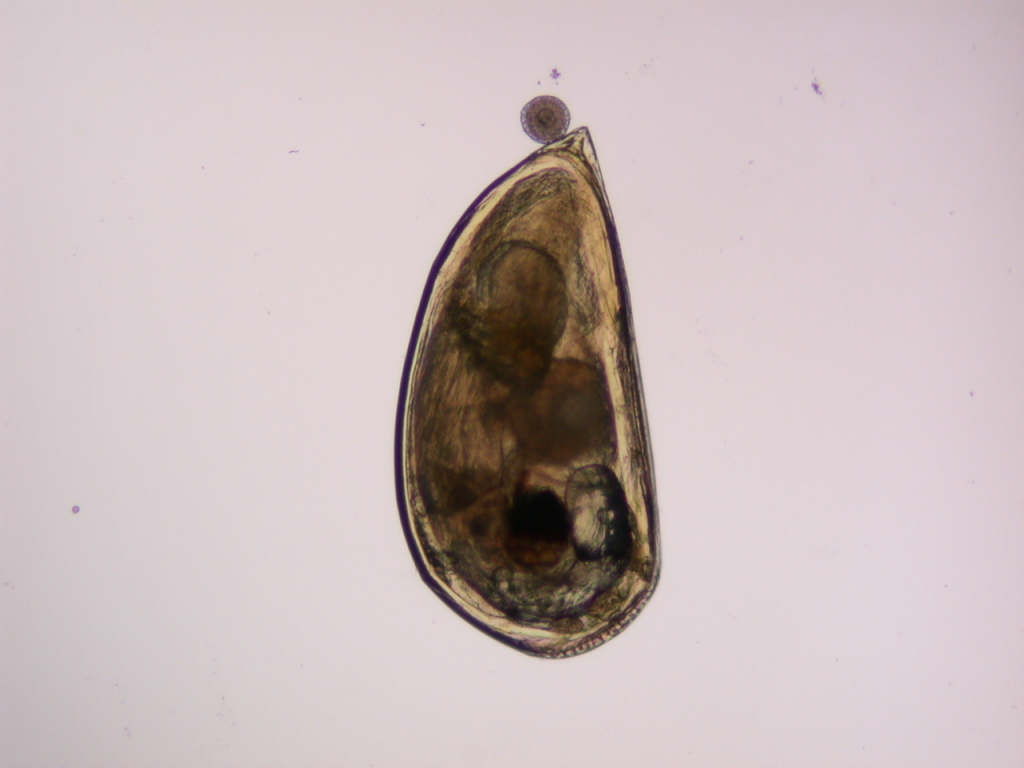
Un dels estats larvaris presents en el meroplancton (Cipris de cirriípedo)

El meroplàcton o plàncton no permanent, està constituït per sers, tant autòtrofs com heteròtrofs, que estan en aquest comunitat durant una part de la seva vida, ja que després, en créixer, passen a formar part d'altres comunitats (del necton o del bentos).
Així, formen part del meroplàncton larves de molts invertebrats, com els coralls, d'equinoderms, de crustacis i de cucs poliquets entre d'altres.
Una fracció important del meroplàncton són els ou i les larves dels peixos, que al mateix temps constitueixent l'ictioplàncton.